# NGC 19
NGC 19 je prečkasta spiralna galaksija v ozvezdju Andromede. Njen navidezni sij je 13,99m. Od Sonca je oddaljena približno 61,9 milijonov parsekov, oziroma 201,89 milijona svetlobnih let.
Galaksijo je odkril Lewis A. Swift 20. septembra 1885.